# Gmina Otter Creek (hrabstwo Crawford)

Położenie Gminy Otter Creek w hrabstwie Crawford

Gmina Otter Creek (ang. Otter Creek Township) – gmina w USA, w stanie Iowa, w hrabstwie Crawford. Według danych z 2000 roku gmina miała 1359 mieszkańców, a jej powierzchnia wynosi 91,89 km².